# Museo archeologico dell'Agro Atellano
Il Museo archeologico dell'Agro Atellano illustra la storia dell'agro atellano, parte meridionale dell’ager campanus, a sud e a ovest dei Regi Lagni e dell’antica città di Atella.
Il Museo venne istituito nel 1991 e aperto poi al pubblico il 5 aprile del 2002.
È situato a Succivo (CE) ma si discute il trasferimento presso l'ex municipio di Atella in Sant'Arpino.
Dal dicembre 2014 il Ministero per i beni e le attività culturali lo gestisce tramite il Polo museale della Campania, nel dicembre 2019 divenuto Direzione regionale Musei.

## Esposizione

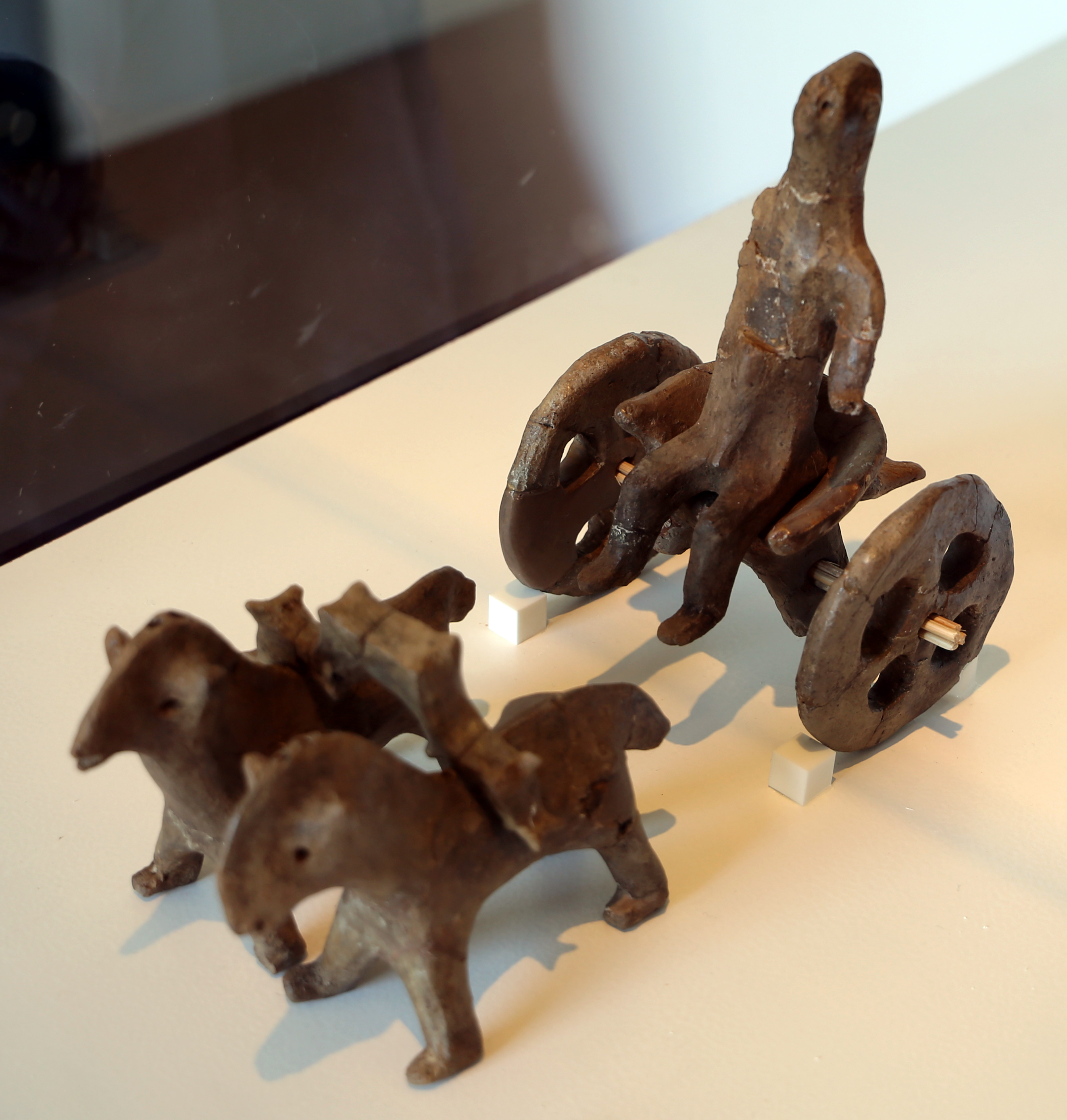
Modellino di carro con auriga

L'esposizione si articola su tre piani.
- Al piano terra vi è la ricostruzione di una necropoli con sepolture di bambini in anfore, appartenente ad un grande complesso databile tra III e IV secolo d.C.;
- Al primo piano vi sono i reperti databili dall'età del bronzo all'età tardo antica, provenienti dall’area urbana e dalle necropoli sul territorio, tra cui la collezione vascolare di vasi a figure rosse di produzione campana;
- Il secondo piano è dedicato a mostre relative agli scavi condotti di recente nel territorio, attualmente vi sono corredi di età orientalizzante (VIII-VII secolo a.C.) provenienti da Gricignano di Aversa.[1]